# 永岡久茂
永岡 久茂（ながおか ひさしげ、天保10年（1840年） - 明治10年（1877年）1月12日）は、江戸時代後期（幕末）から明治時代の会津藩士、志士。通称敬次郎。当肉楼主人とも号した。

## 経歴
天保10年（1840年）、永岡冶左衛門の子として若松城下に生まれる。藩校日新館や江戸の昌平黌で学び詩作に優れた。江戸留学中に起きた戊辰戦争では初め江戸大砲隊の一員として鳥羽・伏見の戦いに参戦。これに敗れてからも北越戦争に赴き、奥羽列藩同盟時には同盟締結のため梶原平馬の片腕として奔走した。また、会津戦争で若松城が包囲された際には榎本武揚より兵100名を借り受けるが救援に失敗。会津三絶と言われる「独木誰支大力傾」という詩を詠み、これを嘆いた。
降伏後は一時収監されたが、後に会津藩が転封された斗南藩の小参事に就き、廃藩置県後は青森県大属、田名部支庁長を命じられた。しかし、ほどなく職を辞し、東京で鹿児島県士族海老原穆や備前出身の小松原英太郎らと評論新聞社を設立。明治政府を強烈に弾劾し西郷隆盛らを支持する意見を出し続け、多くが発禁処分となった。しかしその能力は政府からも認められており、伊藤博文や井上馨等より再三の仕官の要請を受けている。
明治9年（1876年）10月29日、謹慎中に知己を得た前原一誠の起こした萩の乱に呼応し、千葉県庁を襲撃しようとするが事前に発覚し、捕えられた（思案橋事件）。その際負傷しており、翌年獄中にて死去した。享年38。